# Parque Miklošič
El Parque Miklošič (en esloveno: Miklošičev park) se ubica en el centro de Liubliana, la capital de Eslovenia. Debe su nombre al filólogo y lingüista esloveno Franc Miklošič y fue construido entre 1902 y 1906. Fue proyectado por el ayuntamiento de Liubliana tras el terremoto de 1895 y contó con el apoyo financiero de las autoridades de Viena.
Es de planta cuadrangular y lo atraviesan en diagonal dos caminos peatonales. El parque se encuentra al sur del Palacio de Justicia de Liubliana. Limita al norte con la calle Tavčarjeva, al sur con la calle Dalmatinova, al este con la calle Miklošičeva y al oeste con la calle Cigaletova. Muchos de los edificios que lo rodean son de estilo Art Nouveau.

## Historia

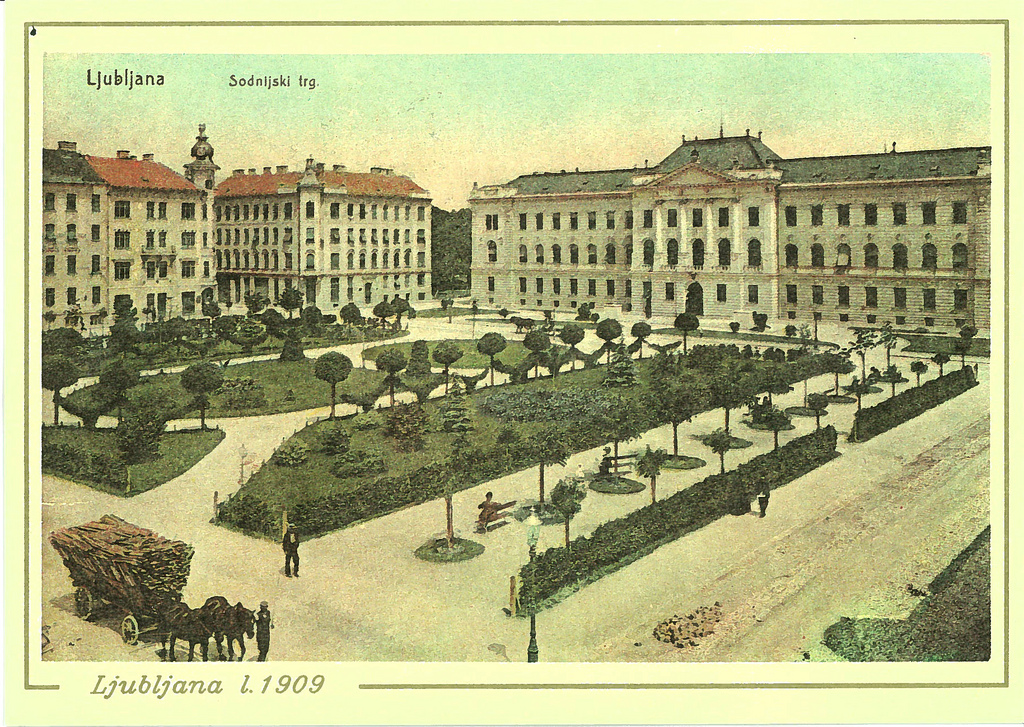
La Plaza del Tribunal (Sodnijski trg) en una postal de 1909

El Parque Miklošič ocupa la mayor parte de lo que fue la Plaza del Tribunal (Sodnijski trg), urbanizada entre 1902 y 1906 según los planos del arquitecto Maks Fabiani con el propósito de crear un espacio emblemático que complementara el Palacio de Justicia. El diseño de las plantaciones corrió a cargo del jardinero checo Václav Hejnic (1864-1929), contratado por el Gobierno Regional de Carniola para renovar el parque con motivo de la visita del emperador austriaco Francisco José. Se plantaron tilos a lo largo de las calles Miklošičeva y Cigaletova para enmarcar el parque y dotarlo de simetría, y en el centro del parque se dispusieron plantaciones con diversas formas geométricas. En 1908 se erigió frente al Palacio de Justicia una estatua del emperador Francisco José en conmemoración de la visita que realizó tras el terremoto de 1895. El monumento, con un pedestal de piedra, era obra del escultor Svetoslav Peruzzi.
El parque no ha conservado su configuración original. El aumento del número de peatones hizo que, justo antes de la Segunda Guerra Mundial, el ayuntamiento trazara nuevos caminos en diagonal y eliminara el área central ajardinada. Sobre el antiguo pedestal en el que se erigía la estatua de Francisco José, retirada a raíz de la caída del Imperio Austrohúngaro tras la Primera Guerra Mundial, se instaló el busto de Franc Miklošič (1813-1891), obra del escultor Tine Kos.

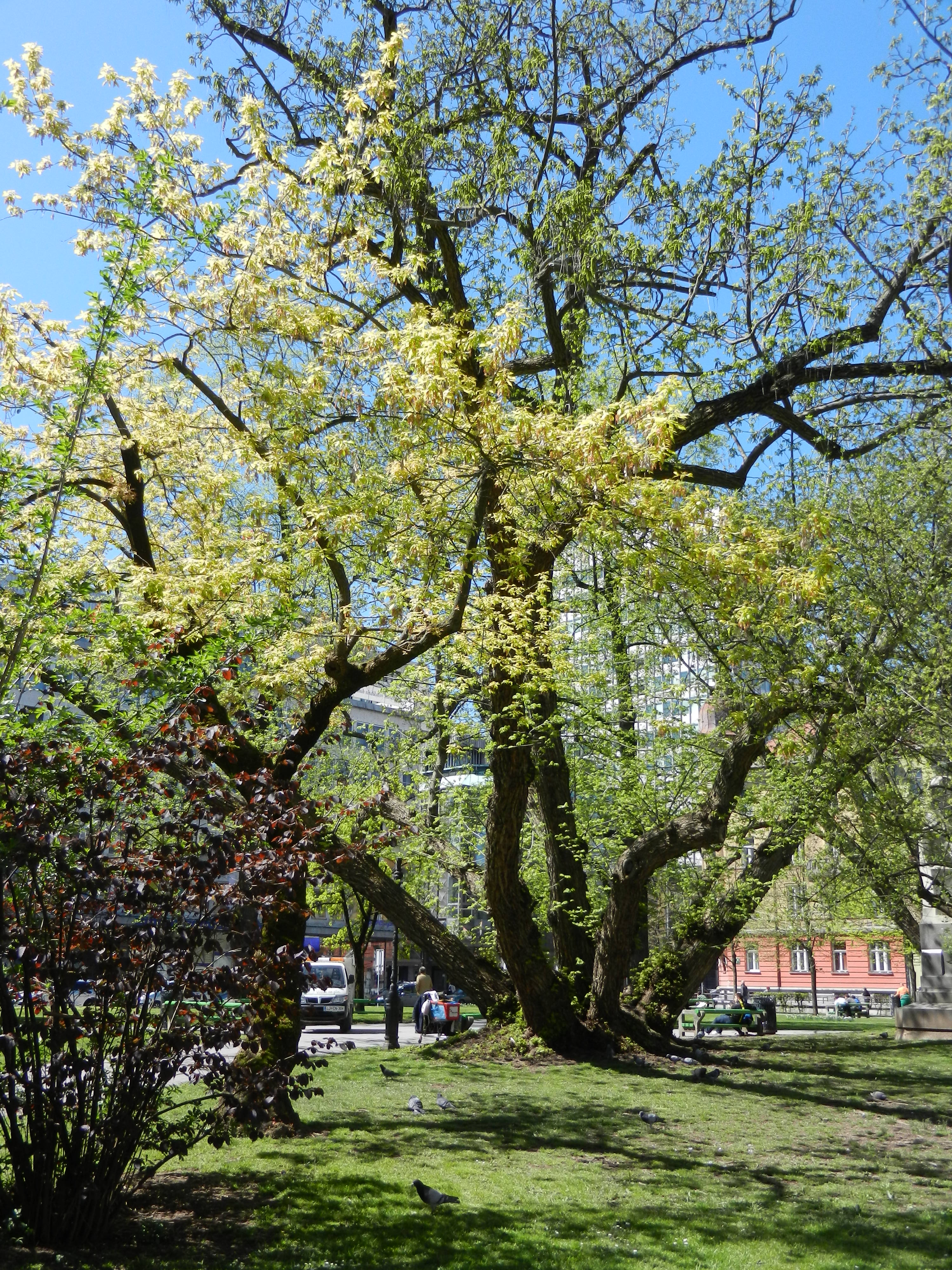
Un nogal alado (Pterocarya fraxinifolia) del parque

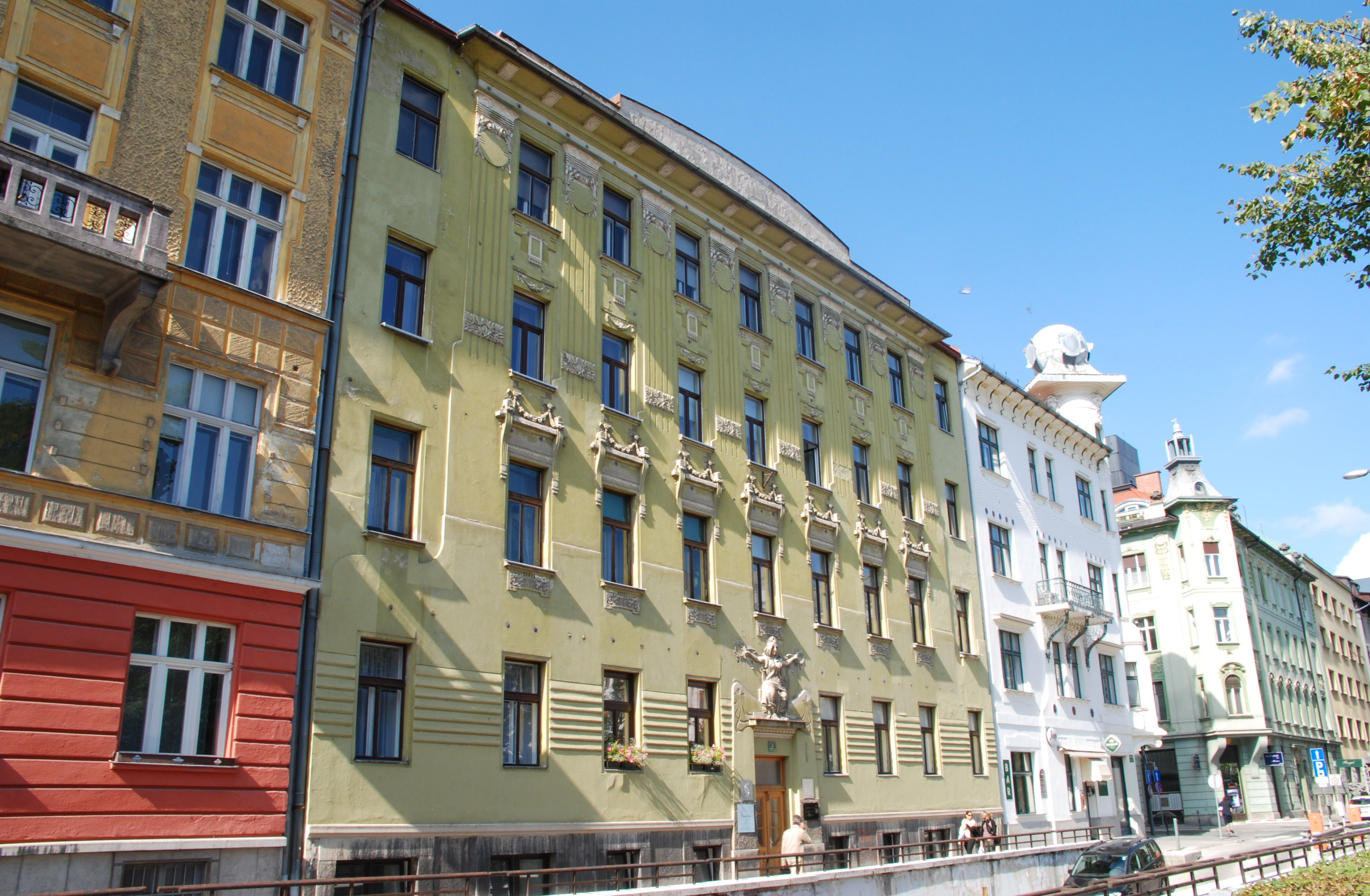
Edificios de estilo Art nouveau en los alrededores del Parque Miklošič

Entre 1919 y 1991 el parque fue rebautizado varias veces: de 1919 a 1941 se denominó Kralja Petra trg (Plaza del Rey Pedro), de 1941 a 1945 Rimski trg (Plaza de Roma), de 1946 a 1952 Dapčevićev trg (Plaza Dapčević), de 1952 a 1958 Marxov trg (Plaza Marx), de 1958 a 1991 Marxov park (Parque Marx), y desde 1991 Miklošičev park  (Parque Miklošič), con ocasión del centenario de su muerte.
En la actualidad, el parque está adornado con imponentes nogales alados (Pterocarya fraxinifolia) a ambos lados del busto y dos tulíperos (Liriodendron tulipifera) en el cruce de los caminos.